# Grijze suikereekhoorn
De grijze suikereekhoorn (Petaurus norfolcensis) is een klimbuideldier uit het geslacht der suikereekhoorns (Petaurus). De wetenschappelijke naam van de soort werd voor het eerst geldig gepubliceerd door Robert Kerr in 1792.

## Kenmerken
Net als andere suikereekhoorns is deze soort een eekhoornachtig buideldier, dat in staat is om tot 90 meter te zweven dankzij een behaarde vlieghuid tussen de pinken van de voor- en achtervoet. De sterk behaarde staart is lichtgrijs, maar wordt een stuk voor de punt zwart. Deze dient als roer, wanneer het dier zich uit een boomkruin werpt en een glijvlucht maakt naar een andere boom. De bovenkant is grijs, de onderkant wit. Van de ogen tot op de rug loopt een donkere streep. Rond de ogen en de oren zitten zwarte en witte vlekken. De kop-romplengte bedraagt 180 tot 230 mm, de staartlengte 220 tot 300 mm en het gewicht 200 tot 300 gram.

## Leefwijze
Deze soort is 's nachts actief, leeft in groepjes in bomen en voedt zich met geleedpotigen, nectar, stuifmeel en ander plantaardig voedsel. Deze groepjes bestaan meestal uit 1 mannetje, 1 tot 3 vrouwtjes en hun kroost. De grijze suikereekhoorn bouwt een nest van bladeren in een boomholte.

## Verspreiding
Deze soort komt voor langs het Groot Australisch Scheidingsgebergte van het midden van het Kaap York-schiereiland tot Stawell (Victoria). Deze soort leeft in open bos.

## Voortplanting
Tussen mei en december worden jongen geboren (twee per worp), die 3 maanden in de buidel blijven. Ze worden gespeend als ze 4 maanden oud zijn.